# Southwick (Massachusetts)
Pour les articles homonymes, voir Southwick.
La ville de Southwick est située dans le comté de Hampden, dans l’État du Massachusetts, aux États-Unis. Elle comptait 9 502 habitants lors du recensement de 2010. Southwick fait partie de l’agglomération de Springfield.

## Personnalité liée à la ville
- William W. Boyington, architecte.